# Доходный дом Б. Н. Шнауберта
Доходный дом Б. Н. Шнауберта — памятник архитектуры, расположенный в городе Москве в Хохловском переулке.

## История

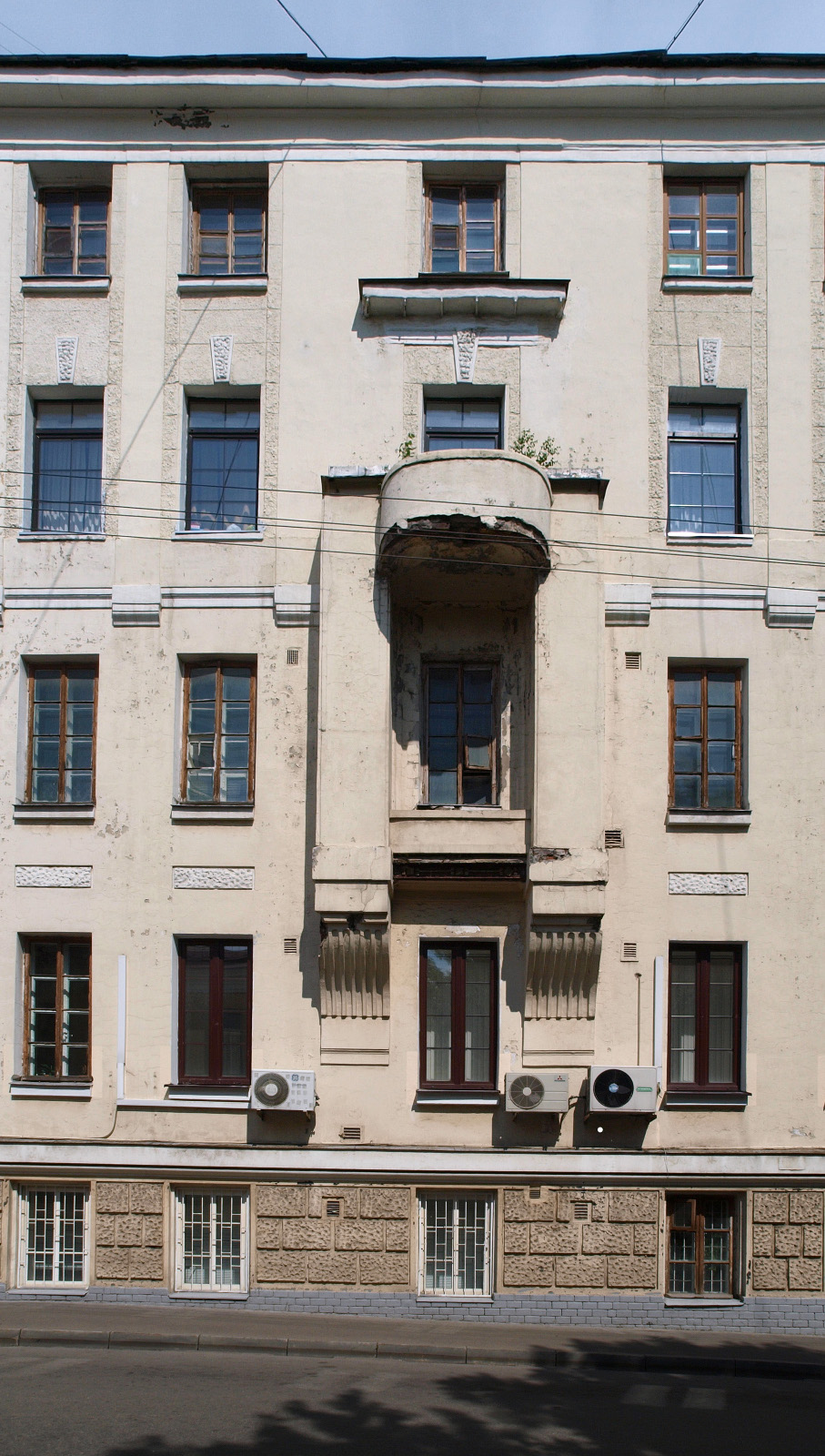
Вид со стороны Хохловского переулка

Каменные палаты возведены в 1757 году неподалёку от храма равноапостольного князя Владимира, от церкви здание было отделено существовавшим тогда, но не сохранившимся до настоящего времени переулком. В конце XVIII века палаты были реконструированы семьёй Венедиктовых и вошли в состав городской усадьбы.
В 1820-е владельцем сводчатых палат был врач Карл Шнауберт, при котором имение было восстановлено после пожара, бушевавшего в Москве в 1812 году, около главного строения были возведены несколько служебных построек.
После середины XIX века, приблизительно в 1880-е годы, усадьба была разделена: первая часть продана Б. Ш. Моносзону, вторая осталась в собственности братьев Шнаубертов — Владимира и  Бориса. Последний из них был довольно богатым инженером-архитектором, одним из мастеров московского модерна, жертвующим средства на благотворительность. В дальнейшем именно он был собственником владения.
В 1903 году Борис Николаевич Шнауберт выстроил четырёхэтажный доходный дом, фасады которого декорированы весьма лаконично. Основой строения служат палаты XVIII века, в его объём был также включён и служебный флигель 1820-х годов. Украшения здания — балкон с изящно выполненной металлической решёткой и эркер. Заметным элементом декора подъезда является керамическое панно с узором в виде кувшинок, выполненное в стиле модерн.
В 1910 году доходный дом был несколько реконструирован.
Борис Шнауберт являлся владельцем усадьбы вплоть до своей гибели во время Октябрьской революции, после чего здание перешло к его несовершеннолетним детям, которым, однако, было оставлено лишь две комнаты на первом этаже. Остальную часть имения заняли новые жильцы.
В настоящее время в здании по-прежнему расположены жилые квартиры. Доходный дом Б. Н. Шнауберта является одним из выявленных объектов культурного наследия федерального значения.